# Туризм в Иркутской области
Туризм в Иркутской области — одна из отраслей третичного сектора экономики этого субъекта Российской Федерации. В Иркутской области представлены такие разновидности туризма, как познавательный туризм, оздоровительный туризм, деловой туризм, активный туризм.

## Природные достопримечательности

### Байкал
Наиболее известной природной достопримечательностью Иркутской области является озеро Байкал. К Байкалу выходит юго-восточная и средне-восточная части области, а именно Слюдянский, Иркутский и Ольхонский районы. Байкал внесён в список объектов Всемирного наследия ЮНЕСКО. Берега озера, принадлежащие области, в основном находятся в пределах Прибайкальского национального парка. Среди достопримечательностей Байкала наиболее известны: исток реки Ангара с Шаман-камнем, Шаманский мыс близ города Слюдянка, мыс Бурхан на Ольхоне, бухта Песчаная близ Большого Голоустного. Для осмотра достопримечательностей озера и его самого существуют озерные водные маршруты Листвянка — бухта Песчаная, Иркутск — Северобайкальск (Бурятия). Помимо этого, берега озера доступны и для наземного транспорта. Берег Байкала в Слюдянском районе доступен железнодорожному (Транссибирская и Кругобайкальская железные дороги) и автомобильному транспорту (автотрасса М-55); в Листвянку можно добраться по автомобильной дороге Иркутск — Листвянка; на Ольхон можно добраться на автотранспорте из Иркутска.

### Прочие достопримечательности
Помимо Байкала, в Иркутской области есть множество других достопримечательностей. В горах Восточного Саяна, Хамар-Дабана, на Прибайкальском хребте, в горах северо-востока области находится множество памятников природы, которые притягивают к себе туристов разного профиля — любителей пешеходного туризма, альпинистов, любителей скоростного сплава по горным рекам.
Для историков и археологов, а также любителей познавательного туризма интерес представляют исторические памятники, созданные древними жителями области, такие, как Шаманские и Шишкинские писаницы, раскопки в Глазково и Мальте и многие другие.
Также любители познавательного туризма могут посетить различные музеи и усадьбы области, которые освещают различные этапы освоения русскими территории области, а также жизнь, быт и традиции коренных народов Сибири. Наибольшее количество музеев и усадеб — в Иркутске и Иркутской агломерации.

## Курорты Иркутской области
В связи с тем, что на территории Иркутской области находятся крупные соляные бассейны, развитие получило курортное дело. Вблизи наиболее крупных соляных источников были организованы здравницы. Наиболее известные из них — курорты «Ангара», «Таежный», «Усолье-Сибирское», «Усть-Кут», «Мальтинский», «Русь», «Металлург», «Родник», «Братское взморье», «Ордайский», «Электра», «Талая» (Казачинско-Ленский район). В области есть курорт, использующий воду с высоким содержанием сероводорода — «Нукутская Мацеста»

## Деловой туризм
Несмотря на то что Иркутская область находится вдалеке от основных центров мировой экономики, в ней начинает развиваться такой вид туризма, как деловой туризм. Наиболее ярким событием в области делового туризма является Байкальский Экономический Форум, на котором решаются вопросы развития Сибири и Дальнего Востока.